# Siège de Kolding
Première guerre du Nord
Le siège de Kolding est une bataille de la Seconde Guerre du Nord (1655-1660) qui se déroula du 23 au 25 décembre 1658, pendant la guerre danoise-suédoise, et ayant opposé les forces alliées du Danemark et de la Pologne à celles de la Suède,.

## Déroulement
Après avoir capturé l'île d'Als, une division polonaise dirigée par Stefan Czarniecki retourne dans la péninsule du Jutland, où, avec l'aide de troupes impériales, elle commence à assiéger l'ancienne résidence des rois danois, Kolding, qui était défendue par une petite garnison suédoise. Le régimentaire Czarniecki attaque la forteresse avant l'aube du 23 décembre. Les assaillants profitent alors de l'épais brouillard pour s'approcher des remblais sans se faire remarquer. Pour se protéger des tirs ennemis, chacun emportait avec soi une botte de paille. Lorsque les soldats commencent à escalader les fortifications, un des gardes les remarque et donne l'alarme. Les Suédois se lancent alors immédiatement dans la bataille et repoussent l'attaque.
Les défenseurs de la forteresse repoussent ensuite une autre attaque et, lorsque Czarniecki leur suggère de capituler, ils refusèrent catégoriquement. Le troisième assaut, mené le 25 décembre, s'avère couronné de succès et les Polonais pénètrent dans le château. Un dragon entra dans la poudrière et mit le feu aux munitions, ce qui provoqua une énorme explosion qui détruisit une partie du château et élimina du combat un certain nombre de soldats suédois. Kolding est bien vite prise.
Les Suédois tentent de reprendre la ville, mais les troupes de Czarniecki repoussent leur débarquement sur la péninsule du Jutland.
Après avoir capturé Kolding, l'armée polonaise s'installe pour l'hiver.